# Силва дос Сантос, Луан
Луан Силва дос Сантос (порт. Luan Silva dos Santos; род. 26 февраля 1999 года в Салвадоре,) — бразильский футболист, полузащитник клуба «Витория» (Салвадор).

## Биография
Луан начал профессиональную карьеру в клубе «Витория» из своего родного города. В матче Лиги Байано против «Жакобины» он дебютировал за основной состав. В поединке против «Баии» Силва забил свой первый гол за «Виторию». 6 мая в матче против «Флуминенсе» он дебютировал в бразильской Серии А.
В 2020 году Луан на правах аренды перешёл в «Палмейрас». В основном составе клуба дебютировал 7 марта в матче против «Ферровиарии» (Араракуара). Игрок вышел в стартовом составеи был заменён на 57 минуте. Игра завершилась со счётом 1:1, причём гол «свиней» забил Виллиан, вышедший на замену именно Луану. В розыгрыше Кубка Либертадорес 2020 Луан на поле не выходил, но был в заявке, в том числе однажды попал в заявку на игру. «Палмейрас» стал победителем этого турнира.
Игра против «Ферровиарии» осталась для Луана единственной за «Палмейрас». Он не играл за команду до конца сезона 2020 года и пропустил весь 2021 год из-за серии травм и операции на колене. В 2022 году игрок вернулся в «Виторию».

## Титулы
- Чемпион штата Сан-Паулу (1): 2020
- Обладатель Кубка Либертадорес (1): 2020 (не играл)